# Erioptera laetipes
Erioptera laetipes är en tvåvingeart som beskrevs av Alexander 1968. Erioptera laetipes ingår i släktet Erioptera och familjen småharkrankar. Inga underarter finns listade i Catalogue of Life.